# Musab Ahmed
Musab Ahmed Alsharif Eisa (ur. 10 grudnia 1993 w Chartumie) – sudański piłkarz grający na pozycji napastnika. Od 2020 jest zawodnikiem klubu El Hilal SC El Obeid.

## Kariera klubowa
Swoją karierę piłkarską Ahmed rozpoczął w klubie Wad Nobawi Omdurman, w którym zadebiutował w 2014 roku. W latach 2017–2018 grał w Al-Chartum, a w latach 2018-2019 ponownie w Wad Nobawi. W 2020 przeszedł do El Hilal SC El Obeid.

## Kariera reprezentacyjna
W reprezentacji Sudanu Ahmed zadebiutował 2 stycznia 2022 w zremisowanym 0:0 towarzyskim meczu z Zimbabwe, rozegranym w Jaunde. W 2022 roku został powołany do kadry na Puchar Narodów Afryki 2021. Na tym turnieju rozegrał jeden mecz grupowy, z Nigerią (1:3).